# Constitution Act, 1982
Constitution Act, 1982 eller Loi constitutionelle de 1982 är en del av Kanadas konstitution. Den skrevs på i Ottawa av Drottning Elizabeth II den 17 april 1982.
I och med att konstitutionsakten 1982 trädde i kraft upphörde också möjligheten för Storbritanniens parlament att lagstifta eller överpröva kanadensiska beslut. Även rättighetsdeklarationen Canadian Charter of Rights and Freedoms trädde också  i kraft.
Ännu (2012) har provinsen Quebec inte ratificerat densamma, eftersom det inte ansetts nödvändigt även om frågan väckt politisk debatt i Quebec. 

### Fotnoter
1. ↑  Quebec Veto Reference- Reference re Amendment to the Canadian Constitution [1982] 2 S.C.R. 793.